# Domenico Bartolucci
Domenico Bartolucci, född 7 maj 1917 i Borgo San Lorenzo, död 11 november 2013 i Rom, var en italiensk kardinal, kompositör och körledare. Han ledde Sixtinska kapellets kör från 1956 till 1997. Bartolucci anses vara en av de främsta tolkarna av Palestrinas musik.

## Biografi
Domenico Bartolucci prästvigdes 1939. År 1947 utnämndes han till direktor för Cappella musicale liberiana vid Santa Maria Maggiore. Från 1956 till 1997 var Bartolucci ledare för Sixtinska kapellets kör, med vilken han framträdde världen över.
År 2010 utsåg påve Benedikt XVI Bartolucci till kardinaldiakon med Santissimi Nomi di Gesù e Maria in Via Lata som titeldiakonia. Bartolucci fick dispens från kravet på biskopsvigning.

## Utmärkelser
- Italienska republikens förtjänstorden
- Heliga gravens orden